# Maurice aux Jeux olympiques d'été de 1992
Maurice a participé aux Jeux olympiques d'été de 1992 à Barcelone mais n'a remporté aucune médaille.